# Mariestad

Mariestad (em sueco: Mariestad;  PRONÚNCIA) ou Mariestádio (em latim: Mariestadium)[a] é uma cidade sueca, situada na província histórica da Västergötland, na região da Gotalândia, na parte sul do país.

É a sede do município de Mariestad, pertencente ao condado da Västra Götaland.

Tem uma área de 12 km² e uma populacão de 16 632 habitantes (2020).

Está situada na foz do rio Tidan, na margem sul do lago Vänern, a uma distância de 35 km a norte da cidade de Skövde.

A pequena cidade de Mariestad é conhecida localmente como a ”pérola do Vänern” (Vänerns pärla) e é visitada por muitos turistas que querem ver a ”Cidade velha” (Gamla stan) em torno da catedral, com as suas ruas e becos dos séculos XVIII e XIX, ladeadas por casas de madeira daquelas épocas.

## Etimologia e uso
A cidade recebeu o seu nome em memória da princesa Maria de Pfalz, primeira esposa do futuro rei Carlos IX da Suécia.

Em textos em português costuma ser usada a forma original Mariestad.

## História
A cidade foi fundada em 1583 pelo filho de Gustavo Vasa – o duque Carlos, mais tarde rei Carlos IX, que batizou a urbe com o nome da sua primeira esposa, a princesa Maria de Pfalz.

## Comunicações
A estrada europeia E20  (Malmö – Gotemburgo – Estocolmo) passa na sua proximidade.
Tem ligacão ferroviária para sudoeste com Lidköping e Gotemburgo, e para nordeste com Örebro.

## Notas

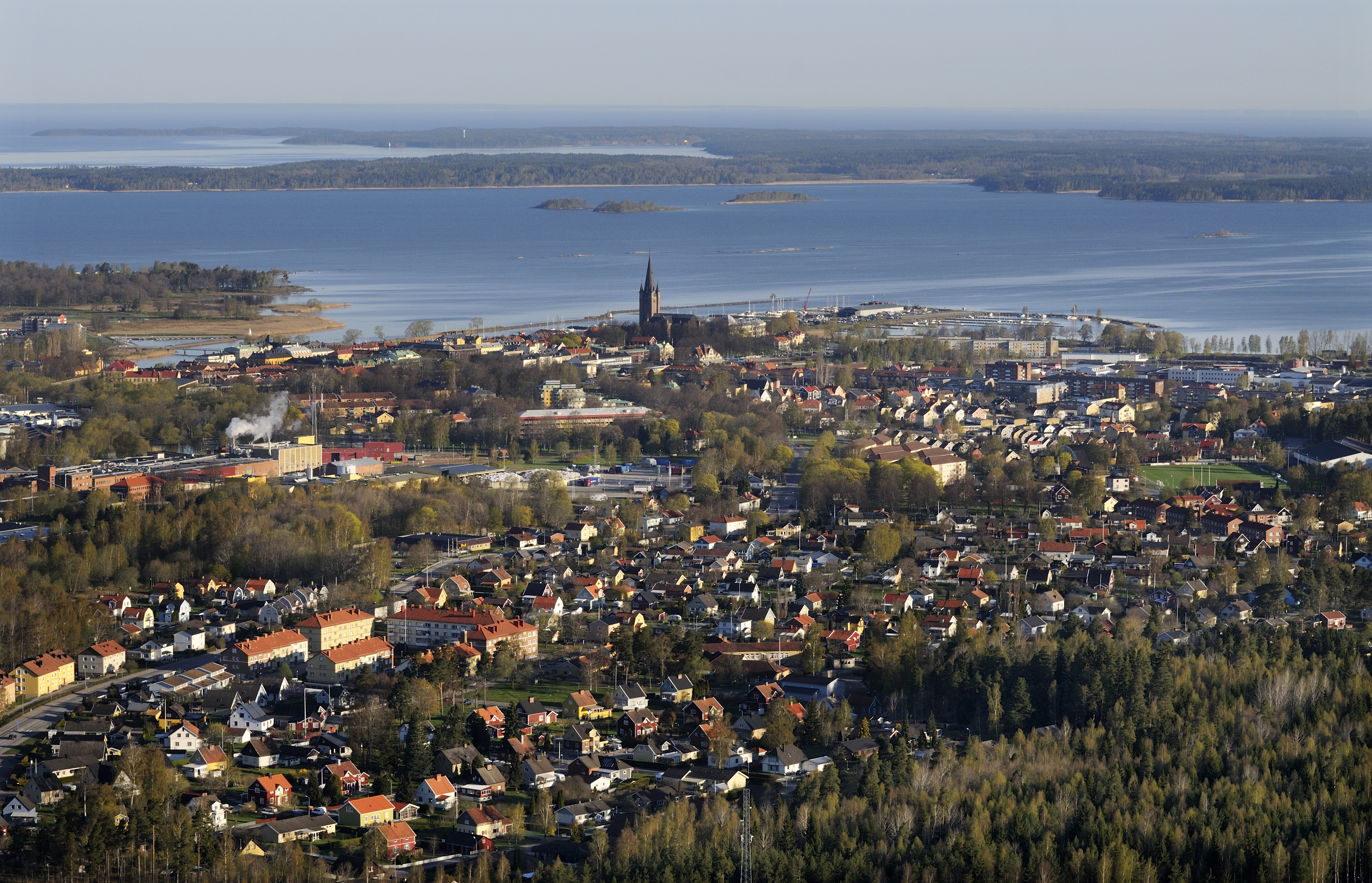
Vista da cidade
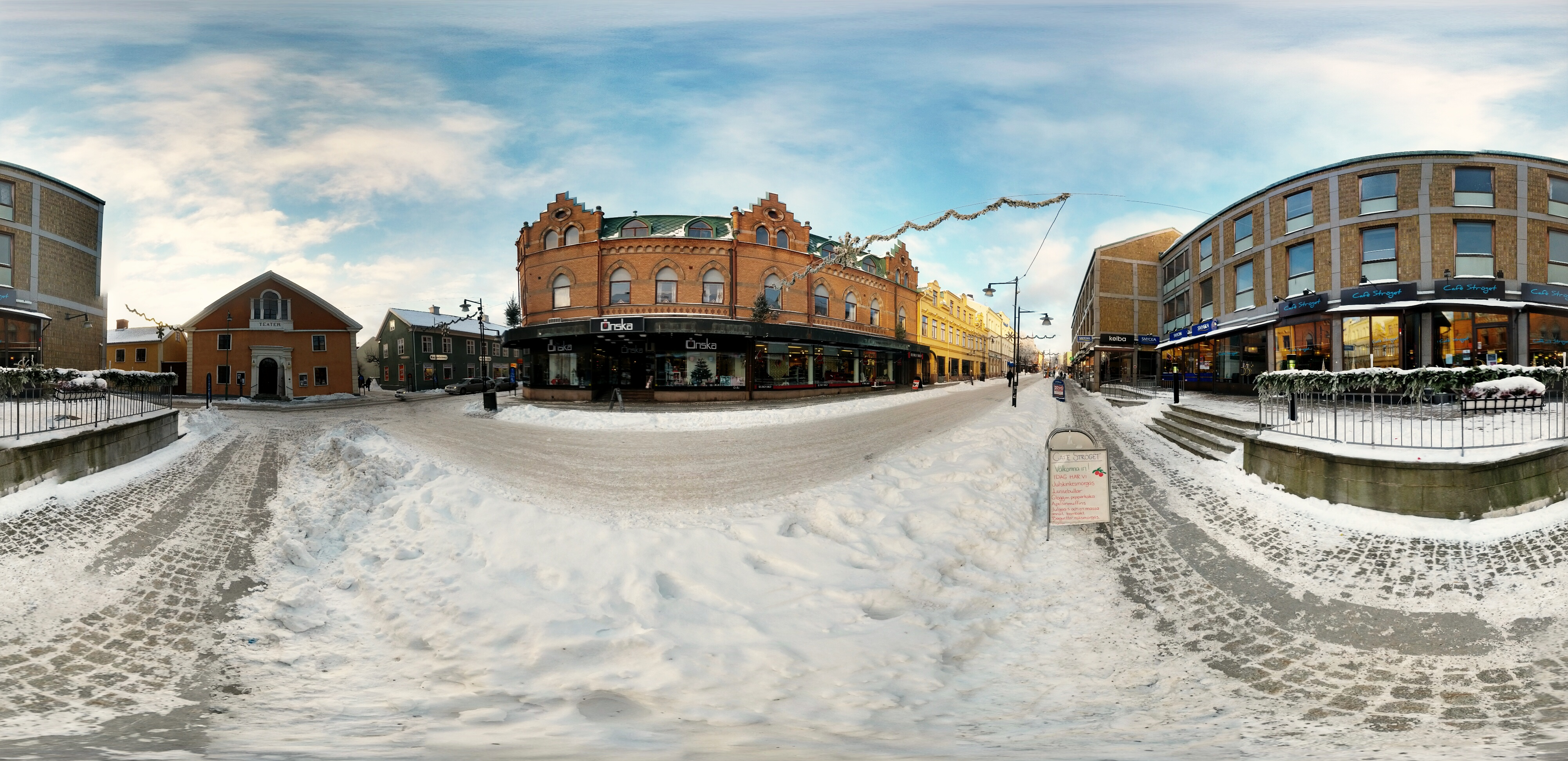
O café Ströget
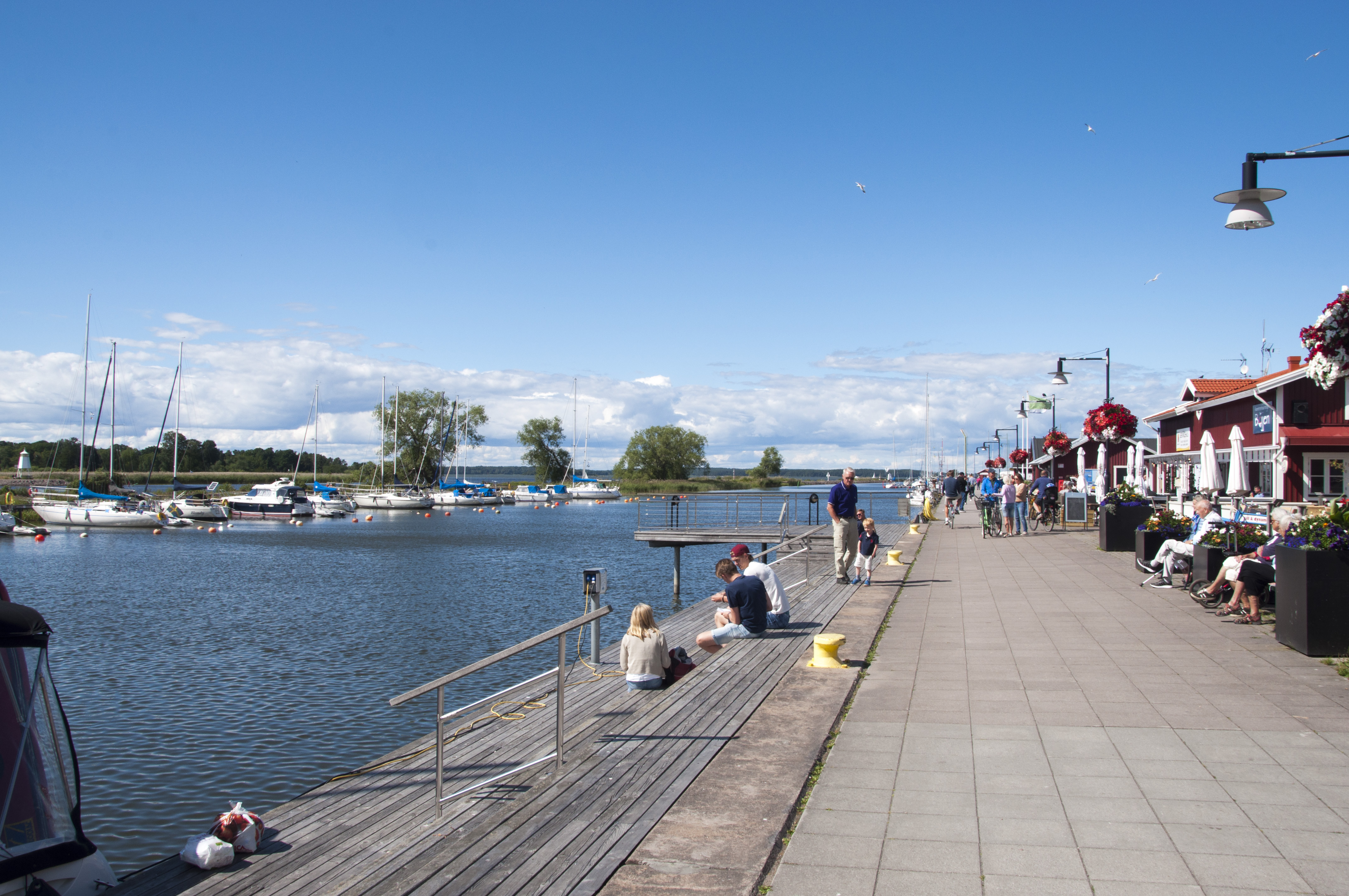
O porto de recreio
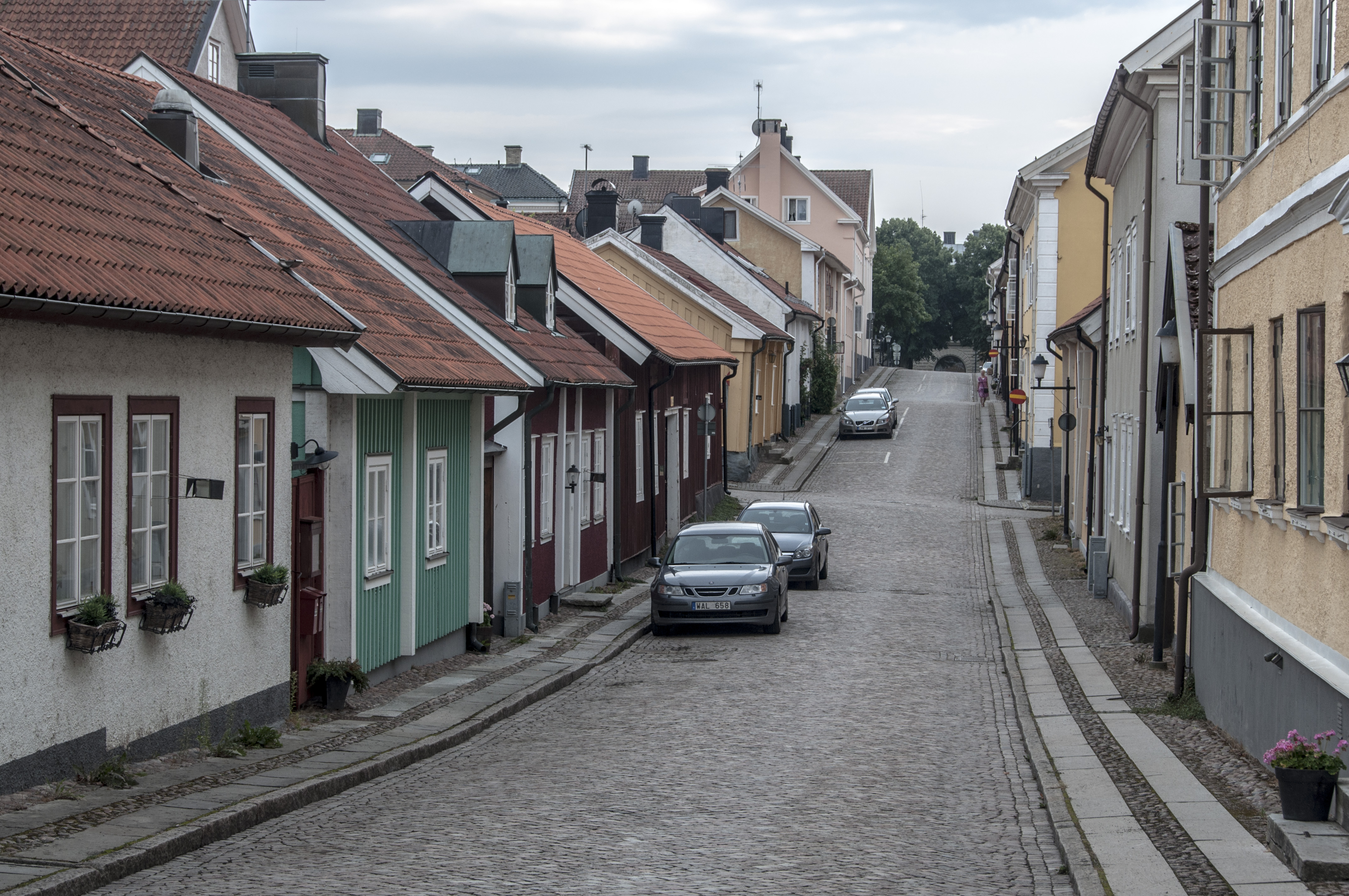
A rua Västerlånggatan na Cidade velha (Gamla stan)
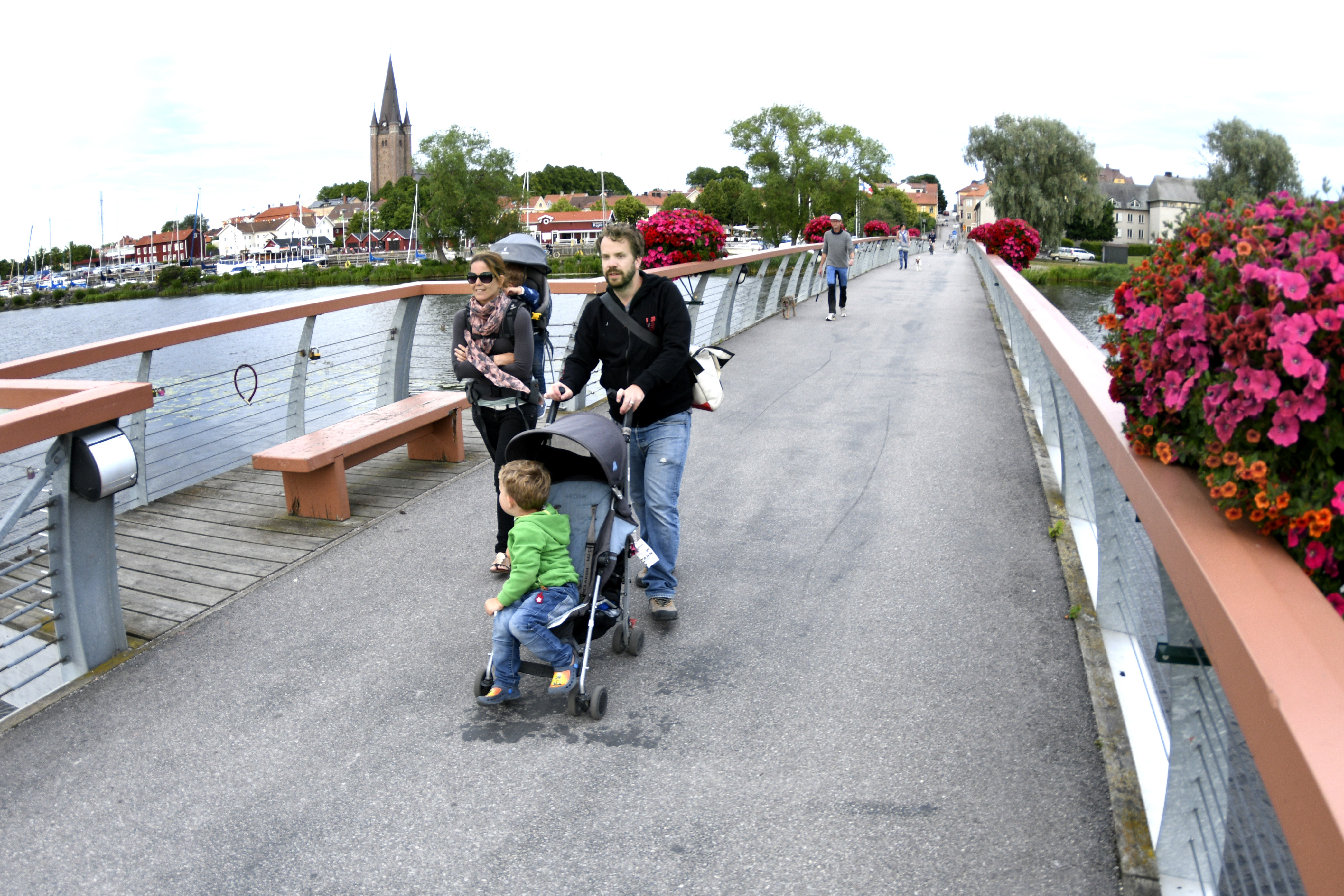
A ponte Hamnbron
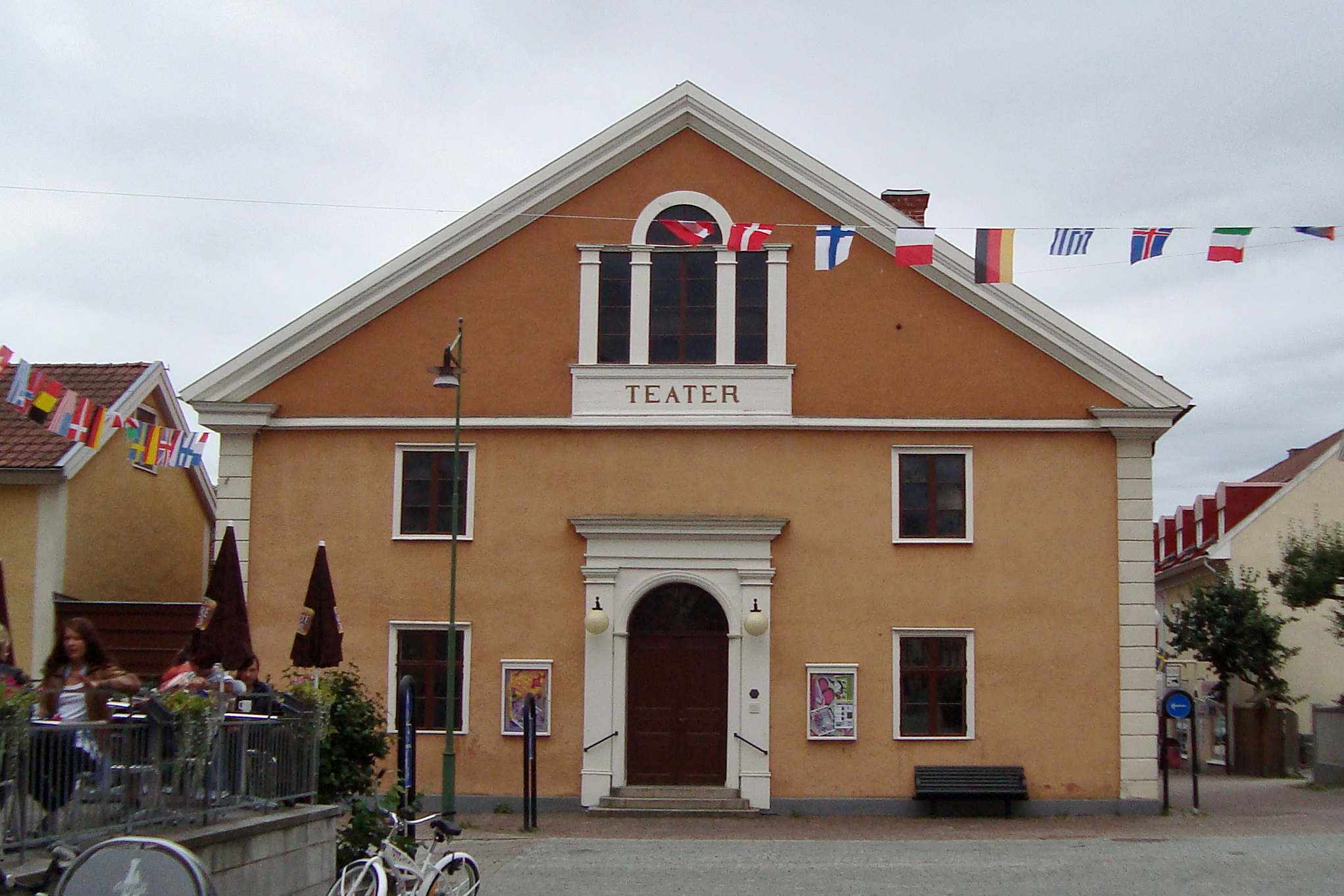
O teatro de Mariestad